# Eunice Odio
Yolanda Eunice Odio Infante (San José, Costa Rica, 18 de octubre de 1919 - Ciudad de México, México, 23 de marzo de 1974) fue una reconocida poeta costarricense.

## Biografía
Hija de  Graciela Infante Álvarez, figura en el acta de nacimiento como hija natural y solo con los apellidos maternos: Yolanda Eunice Infante Álvarez, su padre Aniceto Odio Escalante la reconoció como hija legítima, ante notario, nueve meses después de que muriera la madre, en 1934. A partir de entonces,  cuando acababa de cumplir los quince años de edad   adoptó el apellido Odio. A pesar de que era huérfana de madre, no pasó a vivir junto a su padre; al principio, "fue acogida en la casa de su tío Rogelio Odio y, entre 1934 y 1937, vivió en la avenida 10 con una prima casi veinte años mayor que ella, Clementina Odio Naranjo, y con la madre de esta"; "debido a un problema familiar, Eunice se marchó de esa casa y fue cobijada en el hogar de su tío Eladio Odio, ubicado en Paseo de los Estudiantes".
Cursó los estudios primarios en la escuela Delia Urbina de Guevara y los secundarios en el Colegio Superior de Señoritas. Complementó su educación con extensas lecturas, principalmente de poesía moderna. En 1937 y hasta fines de 1938 trabajó en la oficina de correos; luego, en mayo de 1939 se casó con Enrique Coto Conde, que le doblaba la edad; convivieron solo poco más de dos años: a mediados de 1943 ya se habían divorciado oficialmente.
Su inquieta búsqueda de nuevos horizontes la llevó a viajar a Nicaragua, El Salvador, Honduras, Guatemala, Cuba y los Estados Unidos. 
De regreso a su país natal, a principios de los años 1940, sus poemas son leídos en la radio con el seudónimo de Catalina Mariel. De 1945 a 1947, publica poemas en el Repertorio Americano de Joaquín García Monge, en el periódico La Tribuna y en el periódico Mujer y Hogar.
En 1947, viaja a Guatemala para recoger un premio de poesía y dar charlas y conferencias; finalmente, decide quedarse a vivir en ese país. Allí trabaja en el Ministerio de Educación, escribe en revistas y periódicos, y, después de una larga permanencia, en 1948 adquiere la nacionalidad guatemalteca. En 1954, después del derrocamiento de Jacobo Árbenz abandona Guatemala y se instala en México, donde reside hasta su muerte, con excepción de dos años y medio que vive en Estados Unidos (1959-1962). En México trabaja en periodismo cultural y como crítica de arte; además, realiza traducciones en inglés y escribe y publica cuentos, ensayos, reseñas y narraciones en periódicos especializados de arte y literatura. 
En 1962, se nacionaliza mexicana y en 1966 se casa en segundas nupcias con el pintor Rodolfo Zanabria (México, 1927-2004).
En 1963, publica una serie de artículos donde se manifiesta en contra del comunismo y de Fidel Castro. Esto le trae el repudio de la izquierda mexicana, lo que constituye un obstáculo en su carrera periodística. 
En 1964, comienza a colaborar con la revista venezolana Zona Franca. 
Al año siguiente de su casamiento con Zanabria, el pintor parte a estudiar a París y la pareja se va distanciando paulatinamente. "El testimonio de esta relación –o ruptura– quedó plasmado en las cartas que Odio envió a Zanabria de 1964 hasta principios de la década de los años setenta". Esta correspondencia fue publicada en 2017 por la Editorial de la Universidad de Costa Rica con el título de Del amor hacia el desamor. Cartas de Eunice Odio a Rodolfo.  
Fallece pobre y sola en la Ciudad de México el 23 de marzo de 1974.
A partir de 2012 la Editorial Costa Rica otorga bienalmente el Premio Eunice Odio que distingue obras de poesía.

## Reconocimientos y premios
- En 1947, gana el Concurso Centroamericano de Poesía "15 de septiembre", con el libro Los elementos terrestres, el cual es publicado un año después.
- En 1953, se le publica en Argentina el libro de poesía Zona en territorio del alba, texto que fue seleccionado por Centroamérica para ser publicado en la colección Brigadas Líricas.
- En 1957, envía por correo El tránsito de fuego, para participar en el Certamen de Cultura de El Salvador. Los encargados del concurso no retiraron el envío a tiempo, por consiguiente no fue considerado en la premiación. No obstante, por el mérito indiscutible del poema, se le concedió a su autora, fuera de concurso, el equivalente a la mitad del segundo premio y, lo que es más importante, su publicación.

## Obra
Entre sus publicaciones se encuentran:
- Los elementos terrestres, 1948 Guatemala, Editorial El libro de Guatemala
- Zona en territorio del alba, Argentina, Brigadas Líricas, 1953.
- El tránsito de fuego, El Salvador, Departamento Editorial del Ministerio de Cultura, Col. Poesía, Núm. 5, 1957.
- El rastro de la mariposa, México, Finisterre, s.f.
- Territorio del alba y otros poemas, 1974.
- Eunice Odio Antología, 1975.
- Obras completas en tres tomos, 1996.[7] Edición de Peggy von Mayer, Costa Rica, Editorial de la Universidad de Costa Rica-Editorial de la Universidad Nacional